# Villa Cleijn Duin
Villa Cleijn Duin is een (notabelen)woning aan de Zeeweg 144 in Katwijk aan den Rijn, in de Nederlandse provincie Zuid-Holland. Sinds 1998 staat het gebouw ingeschreven in het rijksmonumentenregister.

## Historie
Villa Cleijn Duin dateert uit 1922 en is gebouwd naar een ontwerp van de Leidse architect H.J. Jesse in opdracht van notaris H. Eerdbeek. De begane grond van de woning diende oorspronkelijk als kantoor. De verdieping en zolder dienden oorspronkelijk voor bewoning. 
Tijdens de Tweede Wereldoorlog zijn er Duitsers in het huis ingekwartierd geweest. Het schuilonderkomen, dat in de achtertuin in het gras begraven is, stamt waarschijnlijk uit dezelfde periode. In 1943 komt de villa in bezit van de heer Van Dorp, eigenaar van een chemische fabriek. Vanaf die tijd was de villa in de volksmond bekend als  het 'Huis van Van Dorp'. Tot 2008 was het huis in bezit van de familie Van Dorp, waarna Villa Cleijn Duin werd gekocht door Cleijn Duijn Vastgoed B.V.

## Omschrijving
De woning is gebouwd in een nieuw-historiserende stijl. Deze bouwstijl is geïnspireerd op de Hollandse en Engelse landhuisbouw uit de 17de en 18de eeuw. Karakteristiek zijn de overstekende daken, vensters met roedeverdeling en rijk geornamenteerde ingangspartijen. Het hoektorentje herinnert zowel aan een versterkt huis als aan de karakteristieke tuinkamers en koepels op historische buitenplaatsen.
In het interieur, dat in nagenoeg oorspronkelijke staat verkeert, is dezelfde historiserende bouwstijl toegepast. Op diverse plaatsen in het huis zijn gekleurde tegeltableaus met figuratieve voorstellingen en tegels met spreuken aangebracht. Het merendeel van deze teksten is afkomstig van de Nederlandse dichter Constantijn Huygens.